# والتر مولر (لاعب كرة قدم سويسري)
والتر مولر هو لاعب كرة قدم سويسري في مركز حراسة المرمى، ولد في 27 أغسطس 1970. لعب مع نادي آراو.